# Gilbert Lemal
 (juillet 2014).
Si vous disposez d'ouvrages ou d'articles de référence ou si vous connaissez des sites web de qualité traitant du thème abordé ici, merci de compléter l'article en donnant les références utiles à sa vérifiabilité et en les liant à la section « Notes et références ».
Gilbert Lemal né à Hornu le 3 août 1902 et décédé à Hornu en décembre 1974, est un homme politique socialiste wallon du Parti socialiste belge.
Fils d’un mineur, Gilbert Lemal fut fonctionnaire à la Province de Hainaut.
Il participe à la résistance durant l’occupation allemande via la presse clandestine en tant que rédacteur de la feuille «La Liberté : organe du Front National de Résistance » (FNR) créée en décembre 1940.
Au niveau local, Gilbert Lemal est élu conseiller communal socialiste d’Hornu en 1939, il devient Echevin à la libération à l’automne 1944. Il est nommé Bourgmestre en 1947 et le restera jusqu’à son décès.
Au niveau national, Gilbert Lemal est élu sénateur provincial du Hainaut à la suite des élections de 1954, il est ensuite élu directement pour l’arrondissement de Mons-Soignies en 1958.
Il quitte brièvement le Sénat à la suite des élections de 1961 mais y siège à nouveau à partir du 9 octobre 1962 en tant que sénateur provincial à la suite du décès prématuré d'Ulysse Hanotte dont il achèvera le mandat.  